# Blu-ray Disc Association
Blu-ray Disc Association (BDA) är industrikonsortiet som utvecklar och licensierar Blu-ray Disc-teknik och ansvarar för att upprätta formatstandarder och främja affärsmöjligheter för Blu-ray Disc. BDA är indelat i tre medlemsnivåer: styrelse, bidragsgivare och allmänna medlemmar.
"Blu-ray Disc-grundargruppen" startades den 20 maj 2002 av nio elektronikföretag: Panasonic, Pioneer, Philips, Thomson, LG Electronics, Hitachi, Sharp, Samsung Electronics och Sony. För att göra det möjligt för fler företag att delta meddelade gruppen i maj 2004 att den skulle bilda Blu-ray Disc Associationen, som invigdes den 4 oktober 2004.

## Medlemmar

### Styrelse
Styrelseledamöterna från och med november 2016 är:
- Sony
- Xperi
- DTS
- Hitachi-LG Datalagring
- Intel Corporation
- Koninklijke Philips
- LG Electronics
- Lionsgate
- Mitsubishi Electric
- Oracle Corporation
- Panasonic
- Pioneer Corporation
- Samsung Electronics
- Sharp Corporation
- Dolby Laboratories
- Technicolor SA
- Toshiba
- Universal Studios
- Walt Disney Company
- Warner Brothers

### Bidragsgivare
Bidragsgivarna från och med december 2017 är:
- BluFocus Inc.
- CESI Technology Co. Ltd.
- China Hualu Group Co., Ltd.
- Corel Corporation
- CyberLink
- Deluxe Digital Studios, Inc.
- Fraunhofer IIS
- Irdeto USA, Inc
- JVC KENWOOD Corporation
- Memory-Tech Holdings Inc
- Scenarist Inc
- Testronic Laboratories, Inc.
- sMedio, Inc.
- Funai Electric Co., Ltd.
- Lionsgate underhållning
- Lite-On IT Corporation
- MediaTek Inc
- Nvidia Corporation
- Ritek

## Tidslinje för större förändringar av medlemskapet
- Den 3 oktober 2004 meddelade 20th Century Fox att de gick med i BDA, och den 29 juli 2005 tillkännagav studion officiellt sitt stöd av Blu-ray Disc.
- Den 10 mars 2005 meddelade Apple Computer sitt stöd av Blu-ray Disc och gick med i BDA.
- Den 31 augusti 2006 gick Sun Microsystems med i BDA.
- Den 30 augusti 2007, under IFA Consumer Electronics Fair 2007, gick Acer och China Hualu med i BDA, och några dagar senare meddelade Acer även att de gick med i HD DVD North American Promotion Group.[3]

## Tidslinje för större evenemang och meddelanden som involverar medlemmar
- Den 30 juni 2004 blev Panasonic, en grundare av Blu-ray Disc Associationen, den andra tillverkaren efter Sony som lanserade en konsumentprodukt för Blu-ray Disc på den japanska marknaden. DMR-E700BD-inspelaren stödde skrivning till befintliga DVD-format och blev den första enheten att läsa och skriva till Blu-ray-skivor med dubbla lager med en maximal kapacitet på 50 gigabyte. Lanseringspriset för inspelaren var 2780 USD.[4]
- Den 8 december 2004 tillkännagav The Walt Disney Company (och dess hemvideoavdelning, Buena Vista Home Entertainment) sitt exklusiva stöd för Blu-ray Disc.
- Den 7 januari 2005 meddelade Vivendi Games och Electronic Arts sitt stöd för Blu-ray Disc-formatet.
- Den 28 juli 2005 meddelade Verbatim Corporation, en del av Mitsubishi Chemical Media, sitt stöd för utveckling av Blu-ray Disc och HD DVD-lagringsformat.
- Den 17 augusti 2005 meddelade Lions Gate Home Entertainment att de skulle släppa sitt innehåll med Blu-ray Disc-format.
- Den 7 september 2005 bekräftade Samsung att deras nästa generation optiska enheter kommer att stödja Blu-ray Disc och HD DVD-skivor.
- Den 2 oktober 2005 meddelade både Paramount och The Weinstein Company att de skulle stödja Blu-ray Disc, samtidigt som de levererar innehåll på den konkurrerande HD-DVD:n — för att ge konsumenterna ett val.
- Den 20 oktober 2005 meddelade Warner Bros. att de skulle släppa titlar i Blu-ray Disc-formatet, men även HD DVD-video.
- Den 1 november 2005 meddelade 20th Century Fox att de skulle släppa sitt innehåll med Blu-ray Disc-format.
- Den 9 november 2005 meddelade Metro-Goldwyn-Mayer att de skulle stödja Blu-ray Disc och planerar att ha titlar tillgängliga när Blu-ray Disc lanseras.
- Den 19 november 2005 meddelade Sony Pictures Home Entertainment att de var klara med att redigera den första Blu-ray Disc-skivan, en fullängdsfilm, Charlie's Angels: Full Throttle. Skivan använder MPEG-2-komprimering med en upplösning på 1920×1080 (det tillkännagavs inte om det kommer att bli 1080p eller 1080i) och påstår sig använda ett menygränssnitt som skulle efterträda dåvarande DVD-Video-gränssnitt.
- Den 4 januari 2006 tillkännagav Samsung och Philips sina första Blu-ray Disc-spelare för den amerikanska marknaden på konsumentelektronikmässan. Samsung tillkännagav BD-P1000, som säljs för 1 000 USD och har HDMI-utgång med bakåtstöd för DVD-format (DVD-RAM, DVD-RW, DVD-R, DVD+RW och DVD+R), medan Philips tillkännagav BDP- 9000. Philips tillkännagav också att deras allt-i-ett PC TripleWriter Blu-ray Disc-enhet och utbud av Blu-ray Disc-media skulle komma under andra kvartalet  av 2006.
- Den 7 mars 2006 tillkännagav Sony att de skulle leverera omskrivbara enlagers 25 GB 2x-hastighets Blu-ray-skivor till Europa, med tvålagersskivor som kommer senare under året.
- Den 16 mars 2006 tillkännagav Sony en Blu-ray Disc-spelare, den första stationära VAIO-datorn med en Blu-ray Disc-inspelare och en intern Blu-ray Disc-dator som skulle släppas sommaren 2006. VAIO PC skulle levereras med en gratis 25 GB tom BD-RE (omskrivbar) Blu-ray-skiva värd $25 USD.
- Den 10 april 2006 meddelade TDK i ett pressmeddelande att man började leverera 25 GB BD-R och BD-RE media (till priser av 19,99 USD respektive 24,99 USD). TDK meddelade också att de skulle släppa 50 GB BD-R och BD-RE media senare i år (till priser på 47,99 USD respektive 59,99 USD).
- Den 16 maj 2006 lanserade Sony sin första bärbara VAIO-dator som kommer att innehålla en inbyggd Blu-ray Disc-inspelare med en 17" WUXGA-skärm som kan visa 1080p (till ett pris av 3499,99 USD). VAIO levererades i juni inklusive programvara för att spela Blu-ray Disc-filmer och en HDMI-A-ingång för andra HD-enheter,  och att PlayStation 3-hemspelkonsolen skulle använda Blu-Ray Disc-formatet. Konsolens föregångare, PlayStation 2, använder DVD-skivor för videospelsmjukvara.
- Den 17 maj 2006 levererade Pioneer BDR-101A, en PC-baserad Blu-ray Disc-inspelare.
- Den 15 juni 2006 meddelade Samsung att branschens första BD-P1000-spelare hade börjat levereras till amerikanska butiker för tillgänglighet den 25 juni 2006.
- Den 18 juli 2006 meddelade Verbatim Corporation att de skickar sina ScratchGuard-belagda BD-R och BD-RE Blu-ray Disc-inspelningsbara och omskrivbara skivor till butiker i Europa, med skivor som kostar mellan £20 och £24 (GBP).
- Den 16 augusti 2006 meddelade Sony leverans av 50 GB inspelningsbara Blu-ray Disc-skivor med dubbla lager med ett rekommenderat pris på 48 USD.
- Den 4 januari 2008 meddelar Warner Bros. att de skulle överge HD-DVD-stödet i slutet av maj.
- Den 5 januari 2008 tillkännagav New Line Cinema att de skulle följa Warners ledning och exklusivt stödja Blu-ray.
- Den 11 februari 2008 meddelade Netflix att de skulle fasa ut HD-DVD-skivor och börja leverera endast Blu-ray-skivor.
- Den 19 februari 2008 meddelade Universal Studios att de skulle släppa filmer i Blu-ray Disc-format, vilket gör det till den sista stora filmstudion i Hollywood att släpp titlar i Blu-ray Disc-formatet.
- Den 20 februari 2008 meddelade The Weinstein Company att de skulle släppa filmer i Blu-ray Disc-format.
- Den 21 februari 2008 meddelade Paramount Pictures att de skulle släppa filmer i Blu-ray Disc-format.
- Den 21 februari 2008 meddelade DreamWorks SKG att de skulle följa Paramount och Amblins ledning och att de skulle överge HD-DVD-stödet i slutet av mars.
- Den 15 augusti 2008 lade Microsoft till Blu-ray-stöd till sina operativsystem Windows XP, Windows Vista, Windows Server 2003 och Windows Server 2008.
- Den 21 maj 2013 meddelade Microsoft att Xbox One-spelkonsolen för hemmaspel skulle använda Blu-ray Disc-formatet. Konsolens föregångare, Xbox 360, använder DVD-skivor för videospelsmjukvara och stöder en valfri extern HD DVD-enhet för filmer (som upphörde i februari 2008).